# 19348 Cueca
19348 Cueca este un asteroid din centura principală de asteroizi.

## Descriere
19348 Cueca este un asteroid din centura principală de asteroizi. A fost descoperit pe 3 februarie 1997 la Kitt Peak National Observatory, în cadrul proiectului Spacewatch. Asteroidul prezintă o orbită caracterizată de o semiaxă mare de 2,88 ua, o excentricitate de 0,04 și o înclinație de 1,8° în raport cu ecliptica.